# Marzili (Berner Quartier)

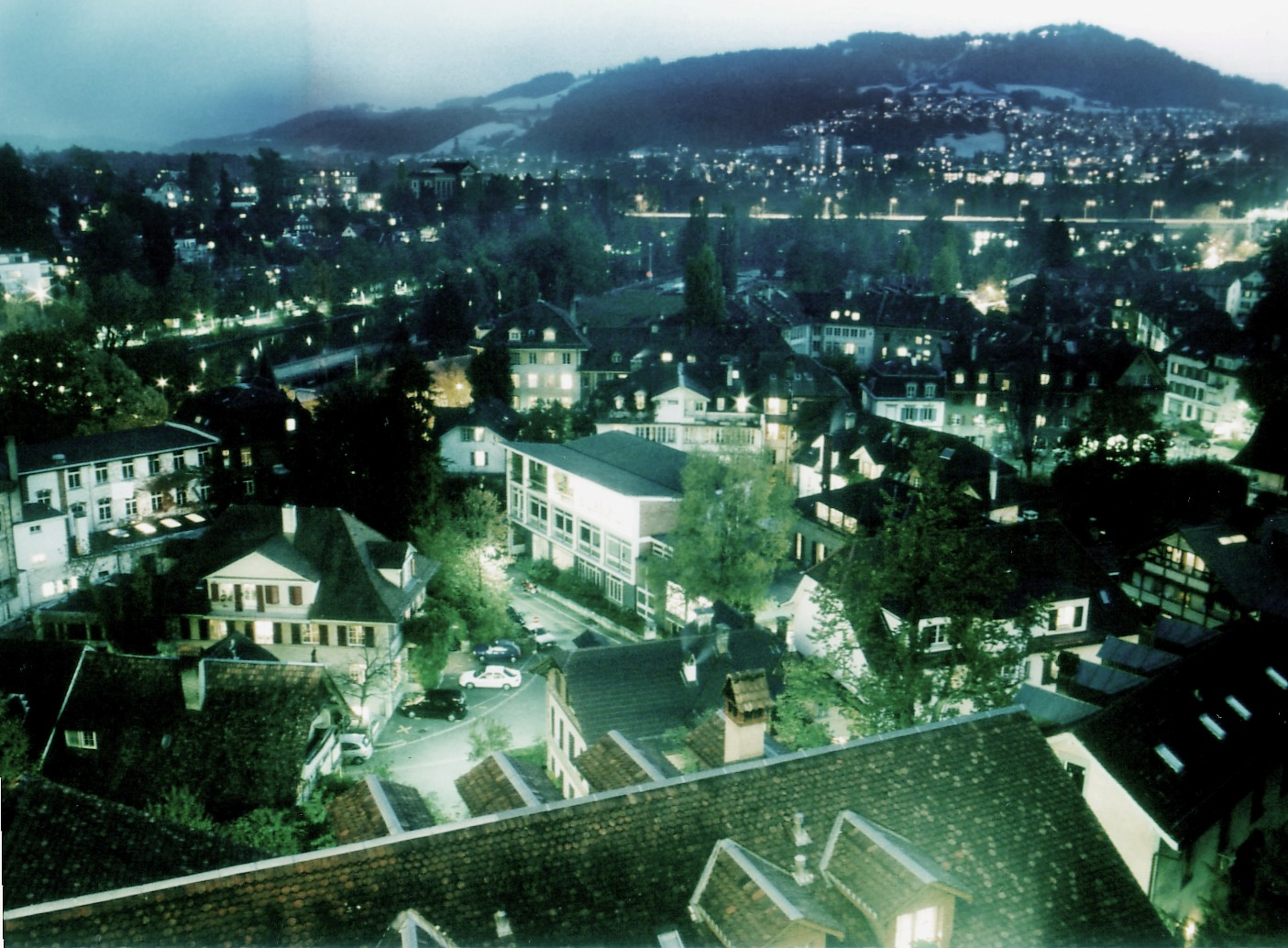
Das Berner Marziliquartier bei Dämmerung

Das Marzili mit separatem Flussarm im Gebiet des späteren Freibades (1777)

Das Marziliquartier, meist kurz Marzili genannt, liegt im Süden der Stadt Bern unterhalb des Stadtkerns an der Aare. Es ist ein Quartier der Stadt Bern und gehört zu den 2011 bernweit festgelegten 114 gebräuchlichen Quartieren. Es liegt im Stadtteil III Mattenhof-Weissenbühl, dort im statistischen Bezirk Sandrain.
Im Jahr 2022 wurden 1510 Einwohner angegeben, davon 1124 Schweizer und 386 Ausländer.
Der Name des Quartiers wird urkundlich erstmals 1328 als Marsili und 1383 als Marzihli erwähnt. Einer verbreiteten Legende gemäss leitet er sich von der Stadt Marseille (mittelalterlich: Marsica) her; aus Marseille vertriebene Hugenotten hätten den Namen mitgebracht. Wahrscheinlicher beruht der Name auf dem Personennamen Marsilius; Besitz einer Person dieses Namens in Bern ist urkundlich belegt. Im 19. Jahrhundert wurde der Name umgedeutet zu Aarziele, weil die Aare unmittelbar am Quartier vorbeifliesst. Dieser Name findet sich heute noch im Namen einer Häuserzeile.
Die Bernerinnen und Berner meinen meist das im Marzili gelegene Marzilibad, ein beliebtes Freibad an der Aare, wenn sie vom Marzili sprechen.
Die Marzilibahn und die Treppe vom Marzili zur Kleinen Schanze verbinden das Quartier mit dem Stadtzentrum.
Im Marzili befinden sich viele Treffpunkte für Kultur, wie die Dampfzentrale, der Gaskessel und früher auch der Fachbereich Theater der Hochschule der Künste Bern. Der Bildungssektor ist mit dem Departement Wirtschaft der Berner Fachhochschule (BFH-W) prominent vertreten.